# Baby Doll (Pat Green)
Baby Doll è un singolo del cantautore statunitense Pat Green, pubblicato il 5 marzo 2005 come terzo estratto dal terzo album in studio Lucky Ones.